# Petukangan Selatan
Petukangan Selatan is een plaats (wijk) - (kelurahan) in het bestuurlijke gebied Pesanggrahan, Jakarta Selatan (Zuid-Jakarta) in de provincie Jakarta, Indonesië. De plaats telt 36.252 inwoners (volkstelling 2010).